# 1. deild 1979 (Islanda)
La 1. deild 1979 fu la 68ª edizione della massima serie del campionato di calcio islandese disputata tra il 12 maggio e il 16 settembre 1979 e conclusa con la vittoria del ÍBV, al suo primo titolo.
Capocannoniere del torneo fu Sigurlas þorleifsson (Víkingur) con 10 reti.

## Formula
Come nella stagione precedente le squadre partecipanti furono dieci e si incontrarono in un turno di andata e ritorno per un totale di diciotto partite.
Le ultime due classificate retrocedettero in 2. deild karla.
Le squadre qualificate alle coppe europee furono tre: i campioni alla Coppa dei Campioni 1980-1981, la seconda alla Coppa UEFA 1980-1981 e il vincitore della coppa nazionale alla Coppa delle Coppe 1980-1981.

## Squadre partecipanti
| Club     | Città          | Stadio | Posizione 1978     |
| -------- | -------------- | ------ | ------------------ |
| Fram     | Reykjavík      |        | 6°                 |
| Þróttur  | Reykjavík      |        | 7°                 |
| Valur    | Reykjavík      |        | Campione d'Islanda |
| KR       | Reykjavík      |        | 2. deild           |
| Haukar   | Hafnarfjörður  |        | 2. deild           |
| Keflavík | Keflavík       |        | 3°                 |
| ÍA       | Akranes        |        | 2°                 |
| Víkingur | Reykjavík      |        | 5°                 |
| ÍBV      | Vestmannaeyjar |        | 4°                 |
| KA       | Akureyri       |        | 8°                 |

## Classifica finale
|                    | Pos. | Squadra  | Pt | G  | V  | N | P  | GF | GS | DR  |
| ------------------ | ---- | -------- | -- | -- | -- | - | -- | -- | -- | --- |
| Islanda (bandiera) | 1.   | ÍBV      | 24 | 18 | 10 | 4 | 4  | 26 | 13 | +13 |
|                    | 2.   | ÍA       | 23 | 18 | 10 | 3 | 5  | 27 | 17 | +10 |
|                    | 3.   | Valur    | 23 | 18 | 9  | 5 | 4  | 35 | 22 | +13 |
|                    | 4.   | Keflavík | 22 | 18 | 8  | 6 | 4  | 26 | 18 | +8  |
|                    | 5.   | KR       | 22 | 18 | 9  | 4 | 5  | 29 | 24 | +5  |
|                    | 6.   | Fram     | 17 | 18 | 4  | 9 | 5  | 25 | 23 | +2  |
|                    | 7.   | Víkingur | 16 | 18 | 6  | 4 | 8  | 26 | 25 | +1  |
|                    | 8.   | Þróttur  | 16 | 18 | 6  | 4 | 8  | 27 | 31 | -4  |
|                    | 9.   | KA       | 15 | 18 | 3  | 6 | 9  | 21 | 35 | -14 |
|                    | 10.  | Haukar   | 5  | 18 | 1  | 3 | 14 | 12 | 46 | -34 |

Legenda:
      Campione d'Islanda e ammesso alla Coppa dei Campioni
      Ammesso alla Coppa delle Coppe
      Ammesso alla Coppa UEFA
      Retrocesso in 2. deild karla
Note:
Due punti a vittoria, uno a pareggio, zero a sconfitta.

### Verdetti
- ÍBV Campione d'Islanda 1979 e qualificato alla Coppa dei Campioni
- Fram qualificato alla Coppa delle Coppe
- ÍA qualificato alla Coppa UEFA
- KA e Haukar retrocesse in 2. deild karla.